# Gerhard Schneider (Bischof)

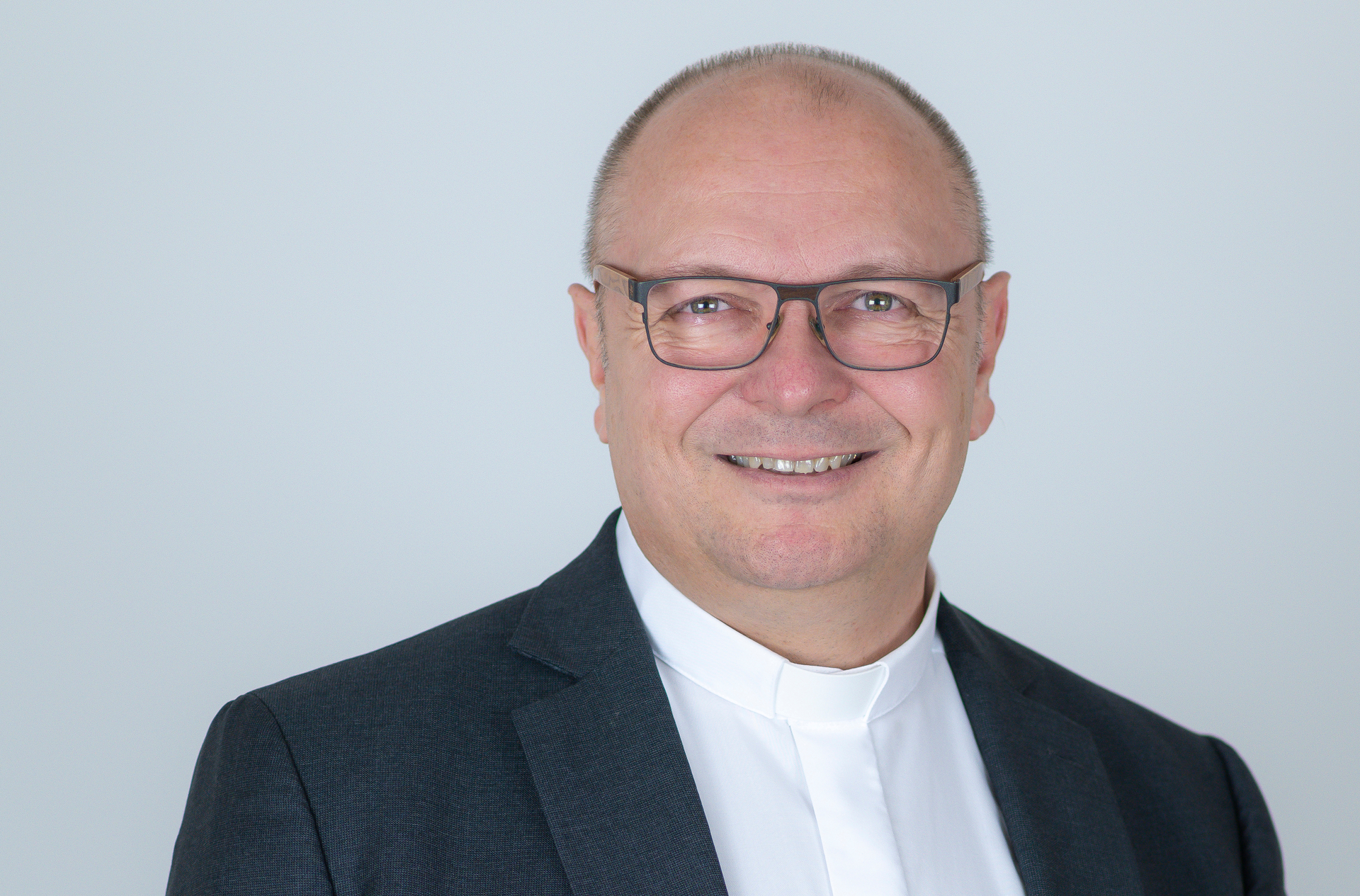
Gerhard Schneider, 2023

Gerhard Schneider (* 22. Januar 1969 in Ulm) ist ein deutscher Geistlicher und römisch-katholischer Weihbischof in Rottenburg-Stuttgart.

## Leben
Nach dem Abschluss seiner Schullaufbahn begann Gerhard Schneider ein Studium der Betriebswirtschaftslehre bei der Deutschen Bundesbank, bei der er nach Abschluss seines Studiums in Frankfurt am Main und Athen mehrjährig tätig war.
Nachdem er sich für die Priesterlaufbahn entschieden hatte, begann er 1995 sein Studium der katholischen Theologie im Theologenkonvikt Wilhelmsstift Tübingen und in Rom. 2001 wurde er von Bischof Gebhard Fürst zum Diakon geweiht. In seinem Diakonatsjahr war er in Munderkingen an der Donau tätig. Darauf folgend empfing er am 6. Juli 2002 das Sakrament der Priesterweihe. Den ersten Teil seiner Vikariatszeit verbrachte er in der Seelsorgeeinheit Unteres Brenztal, bevor er von 2004 bis 2009 Repetent im Tübinger Wilhelmsstift wurde. Während dieser Zeit promovierte er bei Ottmar Fuchs im Fach Praktische Theologie.
Im Anschluss an seine Zeit als Repetent war er als Direktor des theologisch-propädeutischen Seminars Ambrosianum in Tübingen und als Leiter des päpstlichen Werks für geistliche Berufe der Kirche tätig. Mit Wirkung zum 1. August 2017 ernannte ihn Bischof Gebhard Fürst zum Leiter der neu strukturierten Hauptabteilung VIIIa (Liturgie, Kunst und Kirchenmusik mit Berufungspastoral) der Diözese, sein Amt als Leiter des Ambrosianums gab er daraufhin an Jörg Kohr ab.
Am 16. April 2019 ernannte ihn Papst Franziskus zum Titularbischof von Abbir Germaniciana und zum Weihbischof in Rottenburg-Stuttgart, am 13. Juli 2019 wurde er in der Konkathedrale St. Eberhard von Bischof Gebhard Fürst zum Bischof geweiht. Mitkonsekratoren waren der Metropolit der Oberrheinischen Kirchenprovinz, Erzbischof Stephan Burger aus Freiburg, und Weihbischof Udo Markus Bentz aus Mainz. Seinen Aufgabenbereich in der Hauptabteilung VIIIa der Diözese behält er bis auf weiteres bei.
Mit Wirkung zum 1. Juli 2019 wurde er von Bischof Gebhard Fürst zum Mitglied des Rottenburger Domkapitels ernannt. Schneider ist Mitglied der Bischöflichen Kommissionen IV (Geistliche Berufe und Kirchliche Dienste) und VI (gesellschaftliche und soziale Fragen).

## Wahlspruch
Schneiders Wahlspruch lautet: Gaudium domini fortitudo nostra – Die Freude am Herrn ist unsere Stärke (Neh 8, 10).
Bei der Übersetzung des Wahlspruchs, welcher auf Grundlage der hebräischen Textbezeugung in der Einheitsübersetzung als „Die Freude am Herrn ist eure Stärke“ übersetzt wird, beruft sich Schneider auf die anderslautende Übersetzung in der lateinischen Vulgata.

## Mitgliedschaften
- Mitglied der Sitzung des Bischöflichen Ordinariats
- Mitglied des Diözesanrats (mit beratender Stimme)
- Mitglied des Diözesanpriesterrats
- Vorsitzender der Liturgiekommission
- Vorsitzender der Kommission für Kirchenmusik
- Vorsitzender des Aufsichtsrates der Hochschule für Kirchenmusik
- Vorstandsmitglied im Kunstverein der Diözese
- Vorstandsmitglied im Cäcilienverband
- Vorstandsmitglied im Mesnerverband
- Mitglied der Kommission für sakrale Kunst
- Mitglied im Geschichtsverein der Diözese[8]
- Mitglied im Amici Ambrosiani e.V. (Förderverein des Ambrosianums Tübingen)

## Schriften
- Dissertation 2008: Auf dem Fundament von Dogma und Geschichte: der pastoraltheologische Entwurf Franz Xaver Arnolds (1898–1969). Schwabenverlag, Ostfildern 2009, ISBN 978-3-7966-1446-0 (362 Seiten, kart.).
- Berufung: Priester?: kleiner Leitfaden zur Orientierung. St. Benno Verlag, Leipzig 2010, ISBN 978-3-7462-2923-2 (80 Seiten, kart.).
- Philipp Müller, Gerhard Schneider (Hrsg.): Ein Beruf in der Kirche? Fragen der Berufungspastoral. 1. Auflage. Matthias Grünewald Verlag, 2013, ISBN 978-3-7867-2968-6 (176 Seiten, Paperback).
- Auslaufmodell Priesterseminar? – neue Konzepte für eine alte Institution. Herder Verlag, Freiburg/Basel/Wien 2016, ISBN 978-3-451-37577-4 (190 Seiten, Festeinband).